# Bestia z Gévaudan
Ten artykuł dotyczy stworzenia, którego istnienia nie potwierdza współczesna zoologia.
Bestia z Gévaudan – tajemnicze stworzenie zabijające w XVIII wieku ludzi we Francji, w okolicy Gévaudan (region położony w departamencie Lozère). Stworzenie zostało zaliczone do kryptyd wskutek braku identyfikacji zoologicznej. Opisy bestii sugerują bardzo dużego wilka, wielkiego psa, albo człowieka przebranego w skórę zwierzęcia.
W okresie od 30 czerwca 1764 roku do 19 czerwca 1767 roku odnotowano 157 (według niektórych źródeł 179) ataków bestii, w tym 104 ze skutkiem śmiertelnym. Bestia napadała na dzieci i młodzież oraz na kobiety. Sprawozdania z epoki donoszą, że nigdy nie zginęła osoba płci męskiej powyżej 18 roku życia.
Pierwszą ofiarą była czternastoletnia Jeanne Boulet, zabita we wsi Hubacs, a ostatnią dziewiętnastoletnia Jeanne Bastide, którą znaleziono z rozszarpanym gardłem w dniu 17 czerwca 1767. W całym regionie panowała atmosfera strachu, która trwała jeszcze długo po ustaniu napadów. Uznaje się, że kres morderczej działalności bestii położył Jean Chastel.

## Opisy bestii z Gévaudan
- Wilk

W sierpniu 1765 roku strażnik leśny, Rinchard, zastrzelił w lesie w Paulhac wyjątkowo dużego wilka. Ponieważ przez dwa miesiące nie było nowych ataków, sądzono, że siejąca grozę bestia została zabita.
- Nieznane zwierzę

Garbarz nazwiskiem Boudet i jego dwóch pomocników zostało zaatakowanych w ciasnym leśnym wąwozie. Jeden z nich zranił bestię, która go popchnęła i uciekła. Wszyscy trzej zgodnie twierdzili, że bestia „była wielkości rocznego cielaka, dużo zwinniejsza od wilka, miała długi, płowy grzbiet z ciemniejszą pręgą pośrodku, wzdłuż linii kręgosłupa i miała czerwonawe plamki na bokach i brzuchu, a także coś w rodzaju czarniawej grzywy przedłużającej się na szyję, miała potężny, bardzo szeroki pysk i dość długi ogon, którym poruszała, łapy były mocne i szerokie, zakończone wielkimi pazurami”.
- Człowiek

Powyższy opis odpowiada dość dokładnie innym, uzyskanym bezpośrednio od osób atakowanych przez bestię. Wiele osób wspomina także o czymś w rodzaju guzików dostrzeżonych na brzuchu bestii.
- Bestia ubita 19 czerwca 1767 roku

Zależnie od opisu, nie był to wilk, lecz raczej „wielki pies, mieszaniec prawdopodobnie doga z chartem, wielkości rocznego byczka, z długą zjeżoną sierścią i wielką głową”.

## Kolejność i okoliczności wydarzeń w regionie Gévaudan

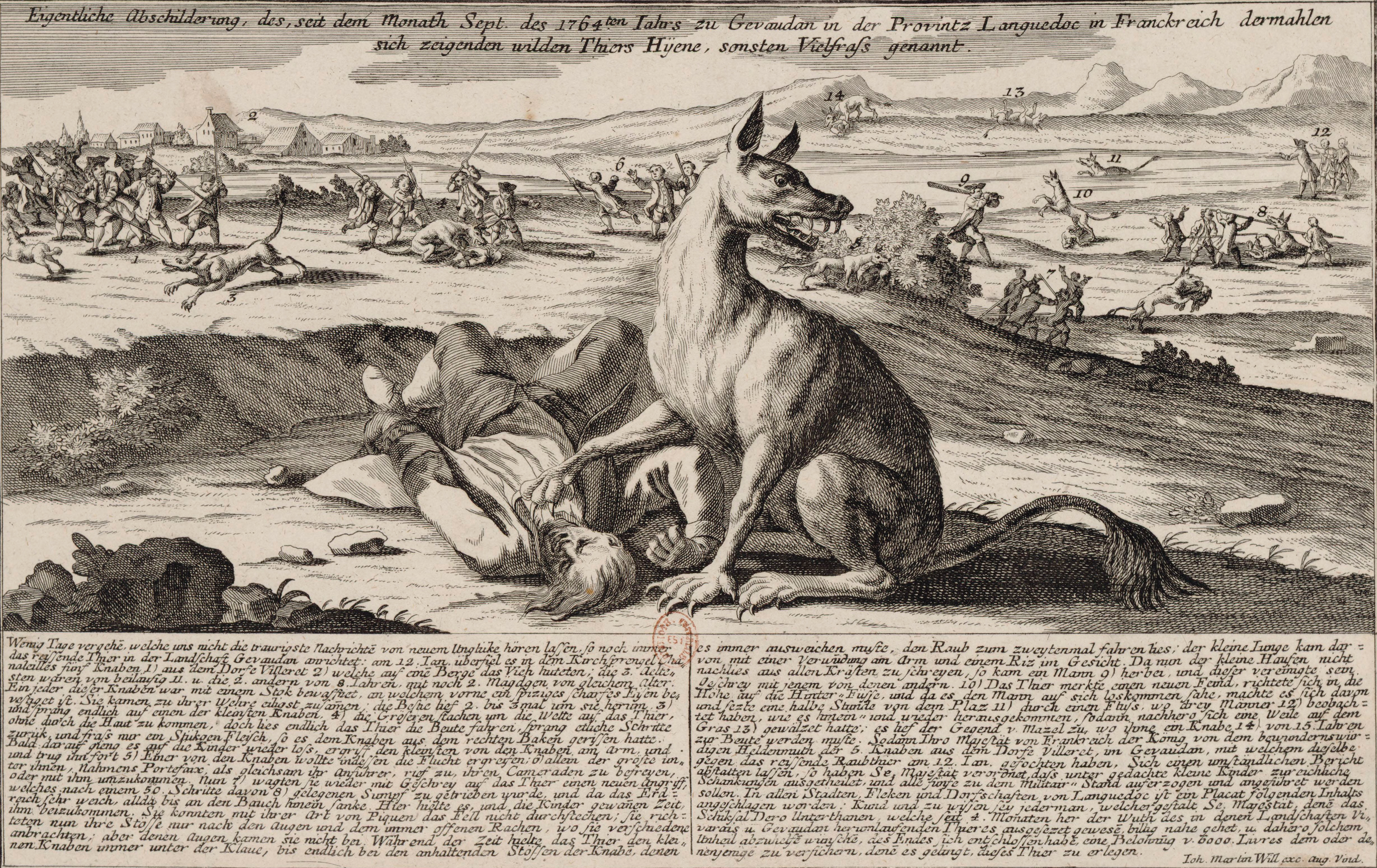
Rycina przedstawiająca bestię

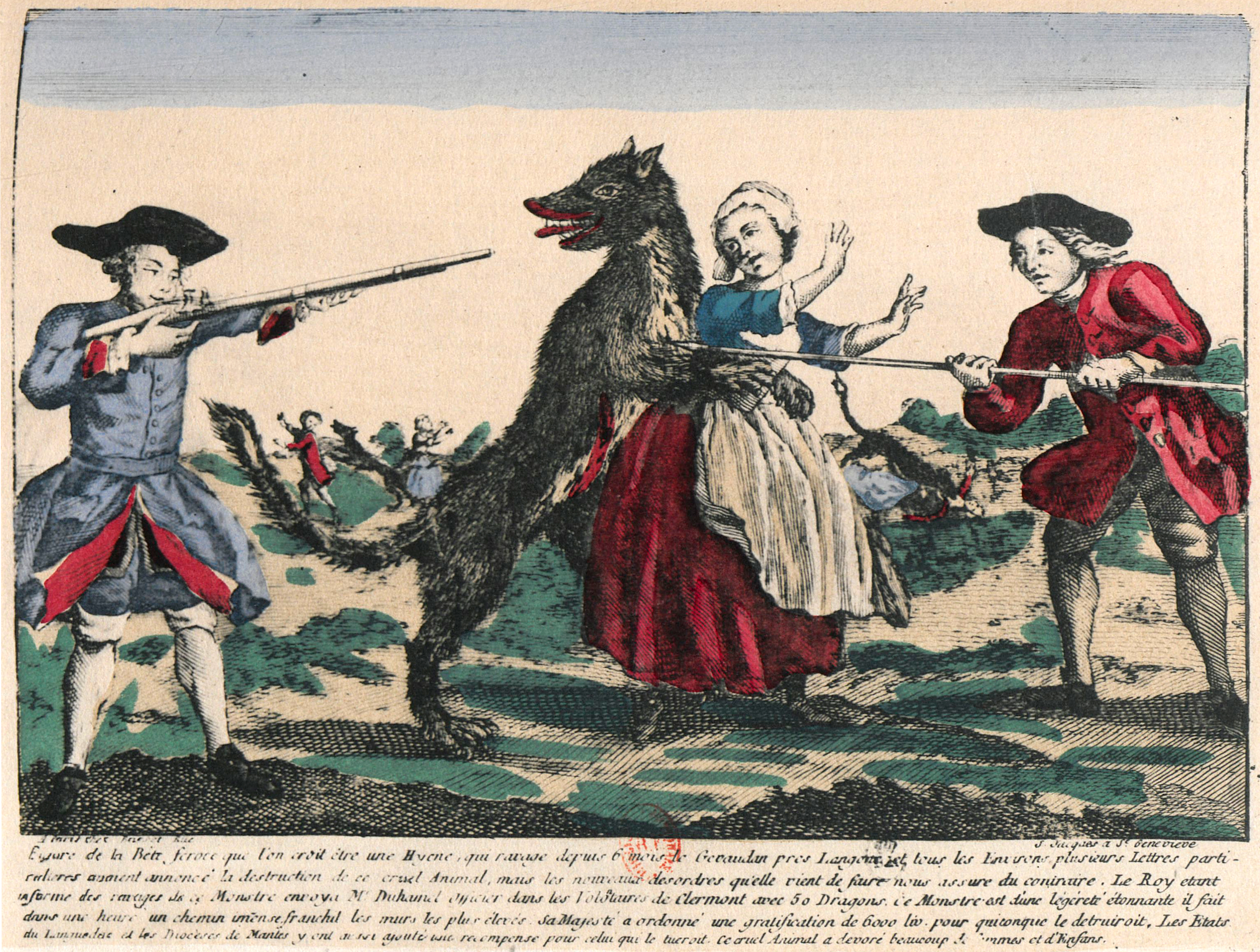
Ilustracja z bestią: „jest osaczona i nie może zrealizować swych niecnych planów!”

Stworzenie zwane „Bestią z Gévaudan” działało bezkarnie przez trzy lata na ściśle ograniczonym terytorium (Gévaudan, Haut Gévaudan, Vivarais, Haut Vivarais, Vélay, Cantal i Margeride), którego środek wypadał w trójkącie mieszczącym się między trzema miejscowościami: Paulhac, Mont Mouchet i La Besseyre Saint Mary.
Wszystkie terroryzowane miejscowości wokół Mont Mouchet leżą na terenie gęsto zalesionym, górzystym i poprzecinanym licznymi wąwozami. Wielu autorów piszących o bestii z Gévaudan pomija fakt, że teren ten jest poryty szybami, korytarzami i galeriami podziemnymi licznych kopalni antymonu, z których wiele było wciąż czynnych w czasach działania bestii. Mogły to być bardzo dogodne warunki do ukrywania się stworzenia. Okoliczny las miał charakter bagnisty. Wilki zamieszkiwały te okolice, ale przed pojawieniem się „bestii” nie siały takiego postrachu.
Wiele osób próbowało zabić bestię, w tym także myśliwi, lecz bezskutecznie. Bestia (lub bestie) bywała postrzelona, jednak przez trzy lata uchodziła z życiem.
Mieszkańcy okolic Gévaudan byli w tamtym okresie praktycznie bezbronni. W wyniku hugenockiego powstania kamizardów w Masywie Cévennes (1701 – 1705) oraz z powodu działalności słynnego bandyty, Louisa Mandrin (zabatożonego na śmierć w 1755 r.), skonfiskowano w regionie większość broni palnej. Chłopi musieli więc ograniczyć się do obrony za pomocą tzw. „noża z Aveyron”, który osadzony na drzewcu służył podobnie jak bagnet lub kosa bojowa. Większość pasterzy używała też zbrojonej żelazem pałki.
Na rozkaz hrabiego de Moncan, wojskowego gubernatora Langwedocji, dość szybko podjęto wielkie polowania na bestię. 7 lutego 1765 r. zmobilizowano do nagonki ludność z 73 parafii, liczącej kilka tysięcy osób. Nie dało to jednak najmniejszego efektu.
Kolejne próby podjęli dwaj szlachcice sprowadzeni z Normandii, Dennevalowie, słynni myśliwi, pogromcy wilków. Przybyli oni w towarzystwie waleta, jednego człowieka z piką, sześciu z bronią białą i z dwoma wielkimi psami do polowań. Zespół ów dość szybko ubił wiele wilków, w tym niektóre dużych rozmiarów, niemniej jednak zabójstwa nie ustawały. Dennevalowie zwrócili się o pomoc do armii. Do akcji zostali skierowani dragoni, ci sami, którzy w niedawnej przeszłości zapisali się niechlubnie w pamięci mieszkańców jako sprawcy dragonad w czasie powstania kamizardów. Ci żołnierze byli więc znienawidzeni przez ludność, która mimo zagrożenia ze strony bestii znajdowała przyjemność w kierowaniu ich na fałszywe tropy.
Sprawa bestii wzbudzała zainteresowanie za granicą, ale raczej w tonie kpiny. Prasa angielska pisała w tym czasie: „20 000 uzbrojonych ludzi nie dało rady nieznanemu zwierzakowi, który po pożarciu 25 000 osób i całego transportu artylerii został następnego dnia pokonany przez zwykłą kotkę!”. Z kolei Niemcy proponowali pomoc swoich lancknechtów.
Następnym pogromcą bestii został mianowany François Antoine, rusznikarz króla i Wielki Łowczy Wilków Królestwa. Przybył on w towarzystwie 14 łowczych i sfory kilkudziesięciu psów. Wspomagała ich w akcji duża grupa miejscowej szlachty i żandarmów. Na miejscu był też syn Wielkiego łowczego, Antoine de Beauterne.

Stella Jeana Chastela, zabójcy bestii, ustawiona w La Besseyre Saint Mary

Przy tej okazji wydarzyła się poważna sprzeczka z braćmi Chastel, którzy świadomie narazili życie dwóch szlachciców powodując ich upadek z końmi do ciasnego wąwozu. Bracia zostali uwięzieni, a w czasie ich nieobecności nikt nie poniósł szkody ze strony bestii. Bracia Chastel zostali zwolnieni z więzienia po czasie niewspółmiernie krótkim do winy, nawet jak na ówczesne standardy, dzięki wstawiennictwu „wysoko postawionej osoby”. Była nią prawdopodobnie krewna markiza d’Apcher (lub d’Apchier).
Jednym z łowców bestii był Jean Chastel, który otrzymał rozkaz zaprowadzenia porządku. W czasie najbliższego polowania, zorganizowanego przez markiza d’Apchera, zabił wilka używając poświęconych srebrnych kul. Chastel zdążył na widok zbliżającej się bestii złożyć okulary, pomodlić się, przystawić rusznicę do ramienia i wystrzelić. Od tego czasu nie doszło do żadnych ataków. Przez 10 kolejnych dni markiz d’Apcher przyjmował w swoim zamku gratulacje.

## Hipotezy tożsamości bestii
Występowały różne próby interpretacji zjawiska masakry z Gévaudan.
- Sądzono, że stworzenie jest wielkim wilkiem, lub nieznaną krzyżówką hieny czy innego zwierzęcia z wilkiem. Jednak znawcy wilków już wtedy wiedzieli, że w żadnym razie nie może chodzić o to zwierzę, które nie atakuje w pojedynkę, a w rzadkich wypadkach, gdy czuje się osaczone jest bardzo łatwo je przepłoszyć, nawet kijem. Co do ewentualnych krzyżówek, nikt nigdy nie znalazł śladów potwierdzających taką hipotezę.

- Podejrzewano też, że bestia jest hieną sprowadzoną z Afryki. Mówiono też o wilkołaku.

- Spostrzeżenie guzików na brzuchu bestii przez kilka osób uratowanych z jej łap może prowadzić do wniosku, że bestia była przebranym człowiekiem. Niedawna hipoteza R.F. Dubois, autora książki o bestii: „mogła być ona człowiekiem/bestią, ludźmi/bestią lub nawet ludźmi/bestiami”. Kiedy bestia zaatakowała młodego pastucha, zaatakowany chłopak złapał bestię i ją unieruchomił. Bestia wyrwała się zręcznie i szybko uciekła. Pastuch wielokrotnie zeznawał, że bestia była przebranym człowiekiem. [potrzebny przypis]

- Przekonanie, że był to stwór zesłany jako plaga na pokaranie ludzi za grzechy głosił biskup z Mende, głównego miasta w departamencie Lozère.

- Hipoteza związana z perwersyjnym i zbrodniczym działaniem osób całkowicie bezkarnych dzięki opiece pewnych wysoko postawionych osobistości, które przymykały oczy na aktywność „bestii”, mimo dość wyraźnych śladów wskazujących na określone osoby, jakie były widoczne już w okresie omawianych trzech lat. Możliwe jest, że była to połączona aktywność kilku osób, posługujących się tresowanymi psami. Tresowanie psów było zaś głównym zajęciem Jeana Chastela i jego synów. [potrzebny przypis]

Hipoteza o użyciu psów jest w dodatku zgodna z obserwacjami na temat technik ataku bestii. Np. charty afgańskie były niegdyś tresowane do polowań na gepardy i lwy, a znane są z odwagi i zawziętości, jeśli się je tresuje specjalnie do atakowania. Psy te potrafią zedrzeć ubranie z ofiary, wyszarpać jakąś część ciała ofiary i porzucić ją w niewielkiej odległości.
Były osoby, którym udało się bestię przegonić w momencie, gdy już dopadła jakąś ofiarę. Tak było w przypadku zaatakowanej grupy dzieci, gdy jednemu z nich, Jacques’owi Portefaix, udało się zranić bestię nożem osadzonym na kiju (za co chłopiec otrzymał stypendium królewskie i został oficerem; napisał też pamiętnik, w którym całkowicie uniewinnia wilki i psy, a oskarża nieznanego człowieka). 

Dzisiejsi badacze zjawiska bestii z Gévaudan dzielą się na zwolenników poszczególnych hipotez. Fakty wskazują na kilka różnych rodzajów ataku, w tym na perwersyjne związane z agresją seksualną.  Niektóre ofiary były zapewne zaatakowane przez zwierzę, inne niekoniecznie. Wiele przemawia za tym, że sprawcami byli ludzie i ich zwierzęta. Kilka lat później fala podobnych zbrodni przetoczyła się przez blisko położone miasteczko Vivrais.

## Bestia w popkulturze
Działalność bestii jest tematem filmu Braterstwo wilków (Le Pacte des loups) w reżyserii Christophe’a Gansa (Francja 2001). Filmowa bestia jest drapieżnym zwierzęciem kotowatym z Afryki (lwem lub lampartem), ucharakteryzowanym i tresowanym do napaści na ludzi przez grupę arystokratów i duchownych o antyoświeceniowych poglądach, zamierzających sterroryzować mieszkańców Francji „bożym gniewem” za oświeceniowy racjonalizm.
Bestia pojawia się w serialu Teen Wolf: Nastoletni wilkołak, a także w utworze zespołu Powerwolf pod tytułem "Beast of Gévaudan"
Bestia również pojawia się jako strażnik skarbów w grze Age of Empires 3: Definitive Edition - Knights of Mediterranean.